# Antidotes
| Совокупная оценка | Совокупная оценка |
| Источник          | Оценка            |
| ----------------- | ----------------- |
| Metacritic        | 74/100            |
| Оценки критиков   |                   |
| Источник          | Оценка            |
| Allmusic          | [ 2 ]             |
| Drowned in Sound  | (9/10)            |
| Gigwise           | [ 4 ]             |
| The Guardian      | [ 5 ]             |
| NME               | (7/10)            |
| The Observer      | [ 7 ]             |
| Pitchfork Media   | (5.9/10)          |
| Rolling Stone     | [ 9 ]             |
| The Times         | [ 10 ]            |
| Uncut             | [ 11 ]            |

Antidotes — дебютный студийный альбом британской инди-рок группы Foals, выпущенный 24 марта 2008 года в Великобритании лейблом Transgressive Records, и 8 апреля 2008 года в США лейблом Sub Pop. Хотя тематика лирики альбома отличается разнообразием, в песнях преобладают меланхоличные мотивы, сосредоточенные вокруг человеческих взаимоотношений

## Список композиций
| №   | Название                | Длительность |
| --- | ----------------------- | ------------ |
| 1.  | «The French Open»       | 3:45         |
| 2.  | «Cassius»               | 3:50         |
| 3.  | «Red Socks Pugie»       | 5:15         |
| 4.  | «Olympic Airways»       | 4:12         |
| 5.  | «Electric Bloom»        | 4:56         |
| 6.  | «Balloons»              | 3:00         |
| 7.  | «Heavy Water»           | 4:32         |
| 8.  | «Two Steps, Twice»      | 4:41         |
| 9.  | «Big Big Love (Fig. 2)» | 5:45         |
| 10. | «Like Swimming»         | 2:01         |
| 11. | «Tron»                  | 4:53         |

| №   | Название     | Длительность |
| --- | ------------ | ------------ |
| 12. | «Hummer»     | 2:56         |
| 13. | «Mathletics» | 3:09         |

| №   | Название          | Длительность |
| --- | ----------------- | ------------ |
| 12. | «Mathletics»      | 3:09         |
| 13. | «Hummer»          | 2:56         |
| 14. | «Brazil Is Here!» | 4:21         |

| №   | Название         | Длительность |
| --- | ---------------- | ------------ |
| 12. | «A Song for You» | 4:08         |
| 13. | «The Chronic»    | 5:00         |

| №   | Название         | Длительность |
| --- | ---------------- | ------------ |
| 12. | «Titan Arum»     | 5:12         |
| 13. | «Gold Gold Gold» | 5:50         |
| 14. | «Mathletics»     | 3:09         |
| 15. | «Hummer»         | 2:56         |

| №  | Название                                                          | Длительность |
| -- | ----------------------------------------------------------------- | ------------ |
| 1. | «Hummer»                                                          | 2:59         |
| 2. | «Astronauts and All»                                              | 3:11         |
| 3. | «Mathletics»                                                      | 3:11         |
| 4. | «Big Big Love (Fig. 1)»                                           | 4:41         |
| 5. | «XXXXX» (Live At Liars Club, Nottingham, Feb 10th 2007)           | 1:56         |
| 6. | «The French Open» (Live At Liars Club, Nottingham, Feb 10th 2007) | 3:00         |
| 7. | «Balloons» (Live At Liars Club, Nottingham, Feb 10th 2007)        | 3:01         |
| 8. | «Two Steps Twice» (Live At Liars Club, Nottingham, Feb 10th 2007) | 4:32         |
| 9. | «Mathletics» (Live At Liars Club, Nottingham, Feb 10th 2007)      | 3:21         |

## Чарты
| Страна               | Позиция | Сертификация | Продажи             |
| -------------------- | ------- | ------------ | ------------------- |
| United Kingdom       | #3      | Золотой      | 25,292 (first week) |
| Japan                | #80     |              | 2,521 (first week)  |
| France               | #84     |              |                     |
| The Netherlands      | #99     |              |                     |
| New Zealand          | #99     |              |                     |
| U.S. Top Heatseekers | #28     |              |                     |

## Участники записи
Foals
- Яннис Филиппакис – вокал, гитара, ударные
- Джек Беван – ударные
- Джимми Смит – гитара
- Уолтер Джерверс – бас-гитара, бэк-вокал
- Эдвин Конгрейв – клавишные, бэк-вокал

Приглашенные музыканты
- Стюарт Боджи – саксофон
- Аарон Джонсон – тромбон
- Эрик Биондо – труба

Производство
- Tinhead – оформление
- Алан Лабинер – аудиоинженер
- Крис Коди – аудиоинженер
- Джон Валенсия – аудиоинженер
- Гай Дэви – мастеринг
- Майк Кросси – микширование
- Дэвид Ситек – продюсер
- Хрис Мур – ассистент